# Dösingen
Dösingen ist ein Ortsteil der Gemeinde Westendorf im schwäbischen Landkreis Ostallgäu.

## Geografie
Das Pfarrdorf Dösingen liegt circa einen Kilometer südwestlich des Hauptortes Westendorf und ist mit diesem durch die Kreisstraße OAL 16 sowie einer Gemeindestraße verbunden. 

## Geschichte
Dösingen war eine selbstständige Gemeinde und wurde zum Abschluss der Gebietsreform in Bayern am 1. Mai 1978 in die Gemeinde Westendorf eingegliedert.

## Baudenkmäler
In die amtliche Liste der Baudenkmäler sind vier Objekte in dem Ort eingetragen, darunter die Katholische Pfarrkirche St. Peter und Paul, ein Saalbau mit Satteldach, Nordturm mit Zeltdach und schlichter Wandgliederung. Turmunterbau und Langhaus entstanden um 1400, der Chor wurde Ende des 15. Jahrhunderts und der Turmoberbau 1783 errichtet 1694 wurde die Kirche barockisiert.
Siehe auch: Liste der Baudenkmäler in Dösingen

## Persönlichkeiten
- Sigulf Guggenmos (1941–2018), deutscher Amateurarchäologe